# Colònia i Protectorat de Nigèria del Sud
Colònia i Protectorat de Nigèria del Sud és el nom adoptat oficialment pel protectorat de Nigèria del Sud el 28 de febrer de 1906 quan la colònia de Lagos fou incorporada a aquest Protectorat. La colònia de Lagos administrava a més a més el Protectorat de Lagos (Protectorat de Iorubalàndia o Yorubaland) 
Vegeu: Protectorat de Nigèria del Sud.